# 巴伐利亞廣播公司

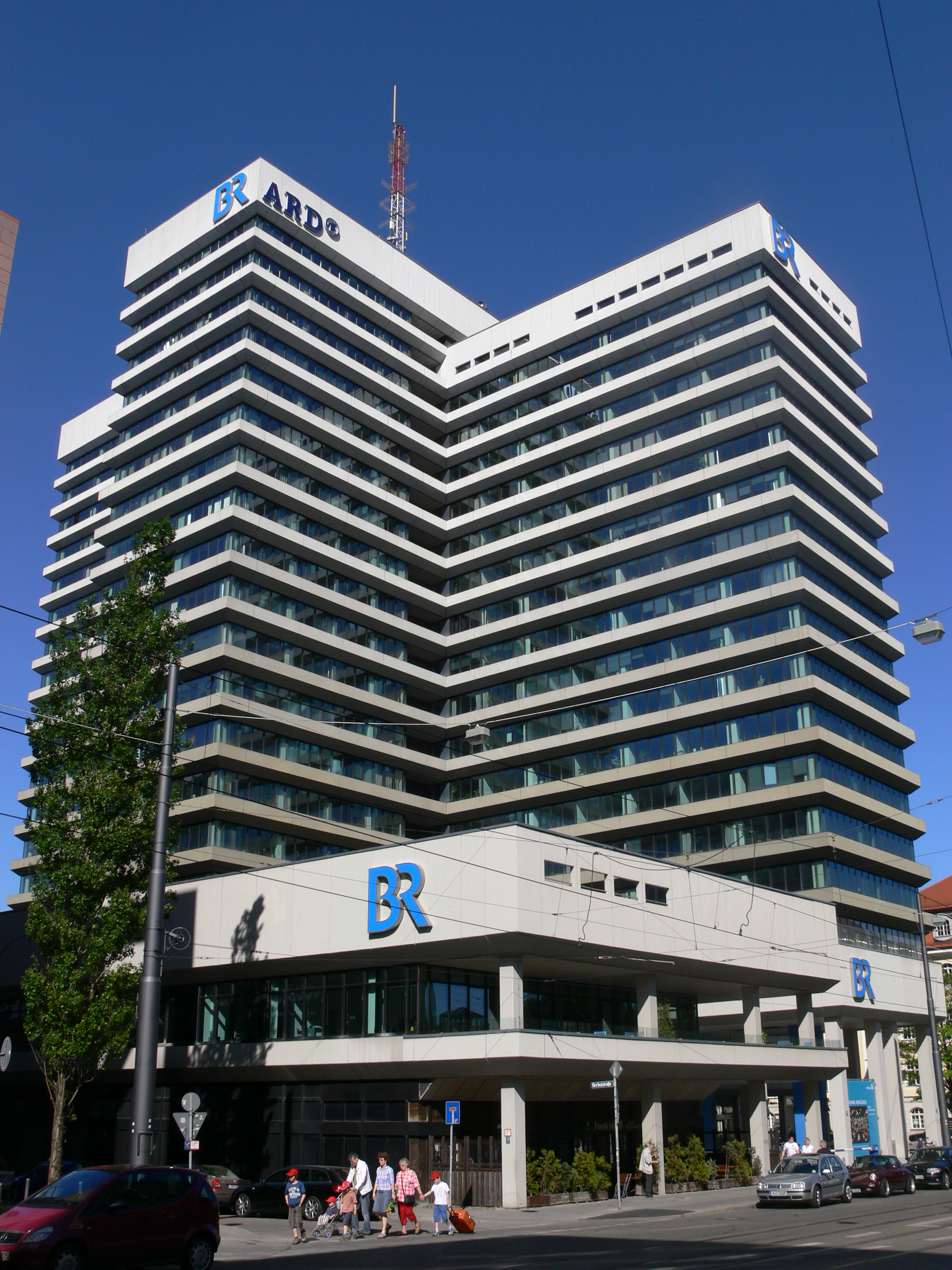
位於慕尼黑的巴伐利亞廣播公司總部大樓

巴伐利亞廣播公司（德語：Bayerischer Rundfunk，簡寫為）是位於德國巴伐利亞州慕尼黑的一個公共廣播公司，為德國公共廣播聯盟（ARD）9個加盟公司之一，播出地區是巴伐利亞州。ARD每天播出的節目當中有五分之一是巴伐利亞廣播公司製作的。巴伐利亞廣播公司還擁有巴伐利亞廣播交響樂團。
1922年，巴伐利亚广播公司的前身德国之声在慕尼黑成立。1931年，德国之声更名为巴伐利亚广播电台。納粹德國投降後，該電台更名為慕尼黑广播电台。1949年，慕尼黑广播电台又恢復巴伐利亚广播电台舊稱。2012年，巴伐利亞廣播公司的收入中有85.3%來自電視執照費、12.6%來自於其它方式、2.1%來自廣告。48.5%的收入用於節目製作、25.1%用於人工費、26.4%用於其它支出。

## 外部連結
- BR.de （页面存档备份，存于）